# Polyzonus subtruncatus
Polyzonus subtruncatus là một loài bọ cánh cứng trong họ Cerambycidae.